# Merana
Merana (piemontiul: Meiran-a) település Olaszországban, Piemont régióban, Alessandria megyében. Lakosainak száma 186 fő (2023. január 1.).